# Claude du Granrut
Pour les articles homonymes, voir Granrut.
Claude du Granrut, née de Renty à Versailles le 16 novembre 1929, est une magistrate administrative et femme politique française.

## Biographie

### Jeunesse et études
Fille des résistants déportés Germaine et Robert de Renty, petite-fille d'Ernest-Amédée de Renty, elle fut l'épouse du bâtonnier Bernard du Granrut et la sœur de Ghislaine Marchal, héritière assassinée en 1991. Elle sera fondatrice en 2006 et présidente de la Société des familles et amis des anciennes déportées et internées de la Résistance (SFAADIR). Elle est, à partir de 2010, secrétaire générale de l'association des déportés, internés et familles de disparus de l'Oise (ADIF de l'Oise). À partir de juin 2014, elle est membre du conseil d'administration de l'Union nationale des associations de déportés, internés et familles de disparus (UNADIF).
Elle suit ses études secondaires au lycée Molière. Jeannie de Clarens la convainc de candidater à l'Institut d'études politiques de Paris, où elle est admise à son tour. Elle étudie également à Mount Holyoke College et à Wellesley College.
En 1950, sa mère accepte d'accueillir Jacqueline Lee Bouvier, qui deviendra trois ans plus tard Jacqueline Kennedy, alors âgée de vingt ans, pour l'année qu'elle passera à Paris pour ses études. Claude du Granrut et Jacqueline Kennedy resteront amies à vie.  

### Parcours professionnel
Elle est chargée de mission au cabinet du ministre de l'Agriculture, Roland Boscary-Monsservin, de 1957 à 1958, au cabinet du secrétaire d'État chargé des Relations avec le Parlement et la Promotion sociale, Pierre Dumas, de 1966 à 1968, au secrétariat général du Comité interministériel de la formation professionnelle et de la promotion sociale de 1968 à 1971, conseillère technique au cabinet du ministre du Travail, de l'Emploi et de la Population, Joseph Fontanet, au cabinet du ministre d'État chargé des Affaires sociales, Edgar Faure, puis du ministre de l'Éducation nationale, Joseph Fontanet, de 1973 à 1974.
Elle est journaliste à L'Information de 1956 à 1957 et conseillère de cours administratives d'appel (Conseil d'État).
Nommée au Comité d'étude et de liaison des problèmes du travail féminin en 1967, elle est secrétaire générale du Comité de travail féminin de 1971 à 1977, puis chargée de la Mission pour l'insertion professionnelle des handicapés à la Délégation à l'emploi de 1977 à 1988.
Première adjointe du maire de Senlis Arthur Dehaine, elle devient vice-présidente du Conseil économique et social régional de Picardie de 1973 à 1981 et membre du conseil régional de Picardie à partir de 1986 (UDF), dont elle est vice-présidente de 1992 à 2004.
Elle est membre de la délégation française à la Conférence mondiale de la femme à Mexico de 1975.
En 1979, Claude du Granrut devient membre du Conseil économique et social.
Membre du Comité des régions au sein de l’Union européenne à partir de 1994, elle est présidente du Groupe PPE 2001 à 2002, puis vice-présidente du Groupe PPE. En 2008, elle assure la présidence par intérim du Comité des régions.
Claude du Granrut prend part à la Convention sur la charte des droits fondamentaux de 2000 et est déléguée du Comité des régions à la Convention sur l'avenir de l'Union européenne en 2002.
Elle est membre d'honneur du comité directeur de l'Association française du conseil des communes et régions d'Europe.
Elle est membre de la Commission spécialisée de terminologie et de néologie des sciences et de l'industrie pétrolières et de la Commission nationale des monuments historiques.

## Décorations
- Grand officier de la Légion d'honneur en 2020[9].
- Grand officier de l'ordre national du Mérite.

## Ouvrages
- Place aux femmes - préface d'Edgar Faure (éditions Stock,  1973, 1976)
- L'orientation et la formation professionnelles des travailleurs féminins (1976)
- Le fonctionnement du marché du travail (1979)
- Europe, le temps des régions (LGDJ, 1994, 1996)
- La citoyenneté européenne: une application du principe de subsidiarité (LGDJ, 1997)
- Allez les femmes!: La parité en politique (Descartes & Cie, 2002)
- La restauration du portail de la cathédrale de Senlis (2003)
- Une constitution pour l'Europe (LGDJ, 2004)
- Dix ans en 1940 (2012)
- Le piano et le violoncelle (éditions du Rocher, 2013)
- Tous inachevés (2016)